# North American Soccer League
În diferite momente, cluburile canadiene au concurat în primul nivel al fotbalului american, fie în locul sau alături de o ligă canadiană de top. În prezent, trei cluburi canadiene concurează în Major League Soccer.

### National Association Football League (1895–1921)
| Year    | Winner                                  | Runners-up                 |
| ------- | --------------------------------------- | -------------------------- |
| 1895    | Centreville A.C.                        | Kearny Scots               |
| 1895–96 | no records exist                        |                            |
| 1896–97 | Centreville A.C.                        | Brooklyn Wanderers         |
| 1897–98 | Paterson True Blues                     | Kearny Scots               |
| 1898–99 | Paterson True Blues                     | Kearny Arlington           |
| 1906–07 | West Hudson A.A.                        | Kearny Scots               |
| 1907–08 | Newark FC                               | Paterson Rangers           |
| 1908–09 | East Newark Clark A.A. West Hudson A.A. |                            |
| 1909–10 | West Hudson A.A.                        | Jersey A.C.                |
| 1910–11 | Jersey A.C.                             | Paterson Wilberforce       |
| 1911–12 | West Hudson A.A.                        | Paterson Wilberforce       |
| 1912–13 | West Hudson A.A.                        | Paterson True Blues        |
| 1913–14 | Brooklyn F.C.                           | West Hudson A.A.           |
| 1914–15 | West Hudson A.A.                        | Jersey A.C.                |
| 1915–16 | Harrison Alley Boys                     | Kearny Scots               |
| 1916–17 | Jersey A.C.                             | Kearny Scots               |
| 1917–18 | Paterson F.C.                           | Bethlehem Steel F.C.       |
| 1918–19 | Bethlehem Steel F.C.                    | Philadelphia Merchant Ship |
| 1919–20 | Bethlehem Steel F.C.                    | Erie A.A.                  |
| 1920–21 | Bethlehem Steel F.C.                    | New York F.C.              |

- ^Note 12 –  Clark and West Hudson finished tied and were declared co-champions.

### American Soccer League I (1921–1933)
Liga Americană de Fotbal a fost cea mai proeminentă ligă de fotbal din Statele Unite la începutul secolului al XX-lea. Unele surse moderne consideră că a fost o ligă profesionistă majoră.
| Year    | Winner (tot)        | Runners-up           | Top scorer                   |
| ------- | ------------------- | -------------------- | ---------------------------- |
| 1921–22 | Philadelphia F.C.   | New York F.C.        | Harold Brittan               |
| 1922–23 | J. & P. Coats F.C.  | Bethlehem Steel F.C. | Daniel McNiven               |
| 1923–24 | Fall River F.C.     | Bethlehem Steel      | Archie Stark                 |
| 1924–25 | Fall River F.C. (2) | Bethlehem Steel      | Archie Stark                 |
| 1925–26 | Fall River F.C. (3) | New Bedford Whalers  | Andy Stevens                 |
| 1926–27 | Bethlehem Steel     | Boston S.C.          | Davey Brown                  |
| 1927–28 | Boston S.C.         | New Bedford Whalers  | Andy Stevens                 |
| 1928–29 | Fall River F.C. (4) | Brooklyn Wanderers   | Werner Nilsen János Nehadoma |
| 1929    | Fall River F.C. (5) | Providence F.C.      | Bill Paterson                |
| 1930    | Fall River F.C. (6) | New Bedford Whalers  | Jerry Best                   |
| 1931    | New York Giants     | New Bedford Whalers  | Bob McIntyre                 |
| 1932    | New Bedford Whalers | Hakoah All-Stars     | Bert Patenaude               |
| 1932–33 | Fall River F.C.     | Pawtucket Rangers    |                              |

### American Soccer League II (1933–1975)
| Year    | Winner (tot)                           | Runners-up                    | Top scorer                 | MVP              |
| ------- | -------------------------------------- | ----------------------------- | -------------------------- | ---------------- |
| 1933–34 | Kearny Irish (1)                       | New York Americans            | Archie Stark Razzo Carroll | not awarded      |
| 1934–35 | Philadelphia German-Americans (1)      | New York Americans            | Millard Lang               | not awarded      |
| 1935–36 | New York Americans (1)                 | Baltimore Canton              | Alex Rae                   | not awarded      |
| 1936–37 | Kearny Scots (1)                       | Brooklyn Hispano              | Charlie Ernst              | not awarded      |
| 1937–38 | Kearny Scots (2)                       | Brooklyn St. Mary's Celtic    | Fabri Salcedo              | not awarded      |
| 1938–39 | Kearny Scots (3)                       | Philadelphia German-Americans | Bert Patenaude             | not awarded      |
| 1939–40 | Kearny Scots (4)                       | Baltimore S.C.                | Charlie Ernst              | not awarded      |
| 1940–41 | Kearny Scots (5)                       | Philadelphia German-Americans | Fabri Salcedo              | not awarded      |
| 1941–42 | Philadelphia Americans (2)             | Brookhattan                   | John Nanoski               | not awarded      |
| 1942–43 | Brooklyn Hispano (1)                   | Brookhattan                   | Chappie Sheppell           | not awarded      |
| 1943–44 | Philadelphia Americans (3)             | Brooklyn Wanderers            | Tommy Marshall             | not awarded      |
| 1944–45 | Brookhattan (1)                        | Philadelphia Americans        | John Nanoski               | Steve Rozbora    |
| 1945–46 | Baltimore Americans (1)                | Brooklyn Hispano              | Fabri Salcedo              | Ray McFaul       |
| 1946–47 | Philadelphia Americans (4)             | Brooklyn Wanderers            | Bill Fisher                | Servile Mervine  |
| 1947–48 | Philadelphia Americans (5)             | Kearny Scots                  | Nicholas Kropfelder        | John O'Connell   |
| 1948–49 | Philadelphia Nationals (1)             | New York Americans            | Pito Villanon              | John O'Connell   |
| 1949–50 | Philadelphia Nationals (2)             | Kearny Celtic                 | Joe Gaetjens               | Joe Maca         |
| 1950–51 | Philadelphia Nationals (3)             | Kearny Celtic                 | Nicholas Kropfelder        | John Donald      |
| 1951–52 | Philadelphia Americans (6)             | Kearny Scots                  | Dick Roberts               | Benny McLaughlin |
| 1952–53 | Philadelphia Nationals (4)             | Newark Portuguese             | Pito Villanon              | Pito Villanon    |
| 1953–54 | New York Americans (2)                 | Brookhattan                   | Jack Calder                | Cyril Hannaby    |
| 1954–55 | Uhrik Truckers (7)                     | Brooklyn Hispano              | John Ferris                | John Ferris      |
| 1955–56 | Uhrik Truckers (8)                     | Elizabeth Falcons             | Gene Grabowski             | Jack Hynes       |
| 1956–57 | New York Hakoah-Americans (1)          | Uhrik Truckers                | George Brown               | John Oliver      |
| 1957–58 | New York Hakoah-Americans (2)          | Ukrainian Nationals           | Lloyd Monsen               | Walter Kudenko   |
| 1958–59 | New York Hakoah-Americans (3)          | Ukrainian Nationals           | Pasquale Pepe              | Yuriy Kulishenko |
| 1959–60 | Colombo (1)                            | New York Hakoah               | Mike Noha                  | Andy Racz        |
| 1960–61 | Ukrainian Nationals (1)                | Falcons S.C.                  | Herman Niss                | Mike Noha        |
| 1961–62 | Ukrainian Nationals (2)                | Inter-Brooklyn Italians       | Peter Millar               | Peter Millar     |
| 1962–63 | Ukrainian Nationals (3)                | Inter S.C.                    | Ismael Ferreyra            | Peter Millar     |
| 1963–64 | Ukrainian Nationals (4)                | Boston Metros                 | Walter Chyzowych           | Abbie Wolanow    |
| 1964–65 | Hartford S.C (1)                       | Newark Portuguese             | Herculiano Riguerdo        | Alberto Falak    |
| 1965–66 | Roma S.C. (1)                          | Newark Ukrainian Sitch        | Walter Chyzowych           | Walter Chyzowych |
| 1966–67 | Baltimore St. Gerards (1)              | Newark Ukrainian Sitch        | Jorge Benitez              | Myron Worobec    |
| 1967–68 | Ukrainian Nationals (5)                | New York Inter                | Ivan Paleto                | Robert Waugh     |
| 1968    | Washington Darts (1)                   | Rochester Lancers             | Gerry Browne               |                  |
| 1969    | Washington Darts (2)                   | Syracuse Scorpions            | Jim Lefkos                 | Robert Waugh     |
| 1970    | Philadelphia Ukrainians (6)            | Philadelphia Spartans         | Juan Paletta Willie Mfum   | Albert Trik      |
| 1971    | New York Greeks (1)                    | Boston Astros                 | Charles Duccilli           | Bob Hatzos       |
| 1972    | Cincinnati Comets (1)                  | New York Greeks               | Charles Duccilli           | Ringo Cantillo   |
| 1973    | New York Apollo (2)                    | Cincinnati Comets             | Eddy Roberts               | Helio Barbosa    |
| 1974    | Rhode Island Oceaneers (1)             | New York Apollo               | Ringo Cantillo             | Ringo Cantillo   |
| 1975    | New York Apollo (3), Boston Astros (1) | co-champions                  | José Neto                  | José Neto        |

În ciuda faptului că fiecare a primit statutul de afiliat FIFA în 1913, atât Statele Unite, cât și Canada nu au avut până de curând un sistem de fotbal consistent, cu mai multe divizii. În consecință, determinarea campionilor a fost uneori problematică. Statele Unite nu au avut o ligă cu adevărat națională de top până când United Soccer Association, aprobată de FIFA, și „haiducul” National Professional Soccer League, care avea un contract de televiziune, au fuzionat în noiembrie 1967 pentru a forma Liga de Fotbal Nord-Americană (NASL). ). NASL a considerat cele două ligi premergătoare înainte de fuziune ca parte a istoriei sale.

#### United Soccer Association (1967)
| Year | Champions          | Runners-up       | Regular season   | Runners-up         | Leading goalscorer(s)                 | Goals |
| ---- | ------------------ | ---------------- | ---------------- | ------------------ | ------------------------------------- | ----- |
| 1967 | Los Angeles Wolves | Washington Whips | Washington Whips | Los Angeles Wolves | Roberto Boninsegna (Chicago Mustangs) | 10    |

#### National Professional Soccer League (1967)
| Year | Champions        | Runners-up     | Regular season   | Runners-up     | Leading goalscorer(s)          | Goals |
| ---- | ---------------- | -------------- | ---------------- | -------------- | ------------------------------ | ----- |
| 1967 | Oakland Clippers | Baltimore Bays | Oakland Clippers | Baltimore Bays | Yanko Daucik (Toronto Falcons) | 20    |

- Oakland a câștigat, de asemenea, Cupa Comisarului NPSL la nouă zile după ce a câștigat finala NPSL.[4]

#### North American Soccer League (1968–1984)
| Year | Champions (tot)        | Runners-up              | Reg Season (tot)        | Runners-up          | Leading goalscorer(s)                                       | Goals |
| ---- | ---------------------- | ----------------------- | ----------------------- | ------------------- | ----------------------------------------------------------- | ----- |
| 1968 | Atlanta Chiefs         | San Diego Toros         | San Diego Toros         | Oakland Clippers    | John Kowalik (Chicago Mustangs)                             | 30    |
| 1969 | N/A                    | N/A                     | Kansas City Spurs       | Atlanta Chiefs      | Kaizer Motaung (Atlanta Chiefs)                             | 16    |
| 1970 | Rochester Lancers      | Washington Darts        | Washington Darts        | Atlanta Chiefs      | Kirk Apostolidis (Dallas Tornado)                           | 16    |
| 1971 | Dallas Tornado         | Atlanta Chiefs          | Rochester Lancers       | Atlanta Chiefs      | Carlos Metidieri (Rochester Lancers)                        | 19    |
| 1972 | New York Cosmos        | St. Louis Stars         | New York Cosmos         | St. Louis Stars     | Randy Horton (New York Cosmos)                              | 9     |
| 1973 | Philadelphia Atoms     | Dallas Tornado          | Dallas Tornado          | Philadelphia Atoms  | Warren Archibald (Miami Toros) Ilija Mitic (Dallas Tornado) | 12    |
| 1974 | Los Angeles Aztecs     | Miami Toros             | Los Angeles Aztecs      | Miami Toros         | Paul Child (San Jose Earthquakes)                           | 15    |
| 1975 | Tampa Bay Rowdies      | Portland Timbers        | Portland Timbers        | Tampa Bay Rowdies   | Steve David (Miami Toros)                                   | 23    |
| 1976 | Toronto Metros-Croatia | Minnesota Kicks         | Tampa Bay Rowdies       | New York Cosmos     | Derek Smethurst (Tampa Bay Rowdies)                         | 20    |
| 1977 | Cosmos (2)#            | Seattle Sounders        | Ft. Lauderdale Strikers | Dallas Tornado      | Steve David (Los Angeles Aztecs)                            | 26    |
| 1978 | Cosmos (3)#            | Tampa Bay Rowdies       | Cosmos (2)              | Vancouver Whitecaps | Giorgio Chinaglia (Cosmos)                                  | 34    |
| 1979 | Vancouver Whitecaps    | Tampa Bay Rowdies       | New York Cosmos (3)     | Houston Hurricane   | Giorgio Chinaglia (New York Cosmos)                         | 26    |
| 1980 | New York Cosmos (4)    | Ft. Lauderdale Strikers | New York Cosmos (4)     | Seattle Sounders    | Giorgio Chinaglia (New York Cosmos)                         | 32    |
| 1981 | Chicago Sting          | New York Cosmos         | New York Cosmos (5)     | Chicago Sting       | Giorgio Chinaglia (New York Cosmos)                         | 29    |
| 1982 | New York Cosmos (5)    | Seattle Sounders        | New York Cosmos (6)     | Seattle Sounders    | Ricardo Alonso (Jacksonville Tea Men)                       | 21    |
| 1983 | Tulsa Roughnecks       | Toronto Blizzard        | New York Cosmos (7)     | Vancouver Whitecaps | Roberto Cabanas (New York Cosmos)                           | 25    |
| 1984 | Chicago Sting (2)      | Toronto Blizzard        | Chicago Sting           | San Diego Sockers   | Steve Zungul (Golden Bay Earthquakes)                       | 20    |

- ^Note 4 – Sezonul 1969 nu a prezentat play-off; titlul de ligă a fost acordat echipei Kansas City Spurs cu cele mai multe puncte în sezon.
- # New York Cosmos a renunțat la „New York” din numele sezoanelor 1977 și 1978, apoi a revenit la numele complet în sezonul 1979.’’

### Palmares pe cluburi
| Club                     | Campioni | Vicecampioni | Sezoane Câștigate            | Sezoane terminate pe locul 2 |
| ------------------------ | -------- | ------------ | ---------------------------- | ---------------------------- |
| New York Cosmos          | 5        | 1            | 1972, 1977, 1978, 1980, 1982 | 1981                         |
| Chicago Sting            | 2        | 0            | 1981, 1984                   | –                            |
| Atlanta Chiefs           | 1        | 2            | 1968                         | 1969, 1971                   |
| Tampa Bay Rowdies        | 1        | 2            | 1975                         | 1978, 1979                   |
| Toronto Metros/Blizzard  | 1        | 2            | 1976                         | 1983, 1984                   |
| Dallas Tornado           | 1        | 1            | 1971                         | 1973                         |
| Kansas City Spurs        | 1        | 0            | 1969                         | –                            |
| Rochester Lancers        | 1        | 0            | 1970                         | –                            |
| Philadelphia Atoms       | 1        | 0            | 1973                         | –                            |
| Los Angeles Aztecs       | 1        | 0            | 1974                         | –                            |
| Vancouver Whitecaps      | 1        | 0            | 1979                         | –                            |
| Tulsa Roughnecks         | 1        | 0            | 1983                         | –                            |
| Seattle Sounders         | 0        | 2            | –                            | 1977, 1982                   |
| San Diego Toros          | 0        | 1            | –                            | 1968                         |
| Washington Darts         | 0        | 1            | –                            | 1970                         |
| St. Louis Stars          | 0        | 1            | –                            | 1972                         |
| Miami Toros              | 0        | 1            | –                            | 1974                         |
| Portland Timbers         | 0        | 1            | –                            | 1975                         |
| Minnesota Kicks          | 0        | 1            | –                            | 1976                         |
| Fort Lauderdale Strikers | 0        | 1            | –                            | 1980                         |

# New York Cosmos a renunțat la „New York” din numele său pentru sezoanele 1977 și 1978, apoi a revenit la numele complet.